# 丹云乡
丹云乡是中华人民共和国福建省福州市永泰县下辖的一个乡。

## 行政区划
丹云乡共辖6个行政村：
丹云村、下洋村、翠云村、前洋村、赤岸村和溪坪村。